# Mark Klastorin
Mark Klastorin (24 giugno 1951 – 2 agosto 2012) è stato un doppiatore statunitense.
È noto soprattutto per avere doppiato Desann, uno dei personaggi del videogioco Star Wars Jedi Knight II: Jedi Outcast. Mark è il fratello di  Michael Klastorin.

## Filmografia
1. Avvocati a Los Angeles
2. OP Center (1995) (TV) .... Sgt. Bannion
3. Gei ba ba de xin (1995) (voce)
4. "Spawn" (1997) Serie TV .... Voci
5. "The Angry Beavers" .... Truckee (1 episodio, 1998)
6. Ground Control (2000) (VG) (voice) .... Bishop Delendre, Squad & Dropship Voices #9
7. Arcanum: Of Steamworks and Magick Obscura (2001) (VG) .... Torian
8. Star Wars Jedi Knight II: Jedi Outcast (2002) (VG) (voce) .... Desann
9. X-Men: Next Dimension (2002) (VG) (voce)
10. X-Men Legends (2004) (VG) (voce) .... Blob, Mutant Prisoner
11. Hitman: Blood Money (2005) (VG) (voce)
12. Happy Feet (2006) (voce) .... Vinnie